# 빌리 채핀
빌리 채핀(Billy Chapin, 1943년 12월 28일 ~ 2016년 12월 2일)은 미국의 배우, 텔레비전 배우이다.
로스앤젤레스에서 태어났다.

## 영화
- 사냥꾼의 밤 (1955년)
- 피터라 불리는 사나이 (1955년)
- 난폭한 토요일 (1955년)